# Extremófilo

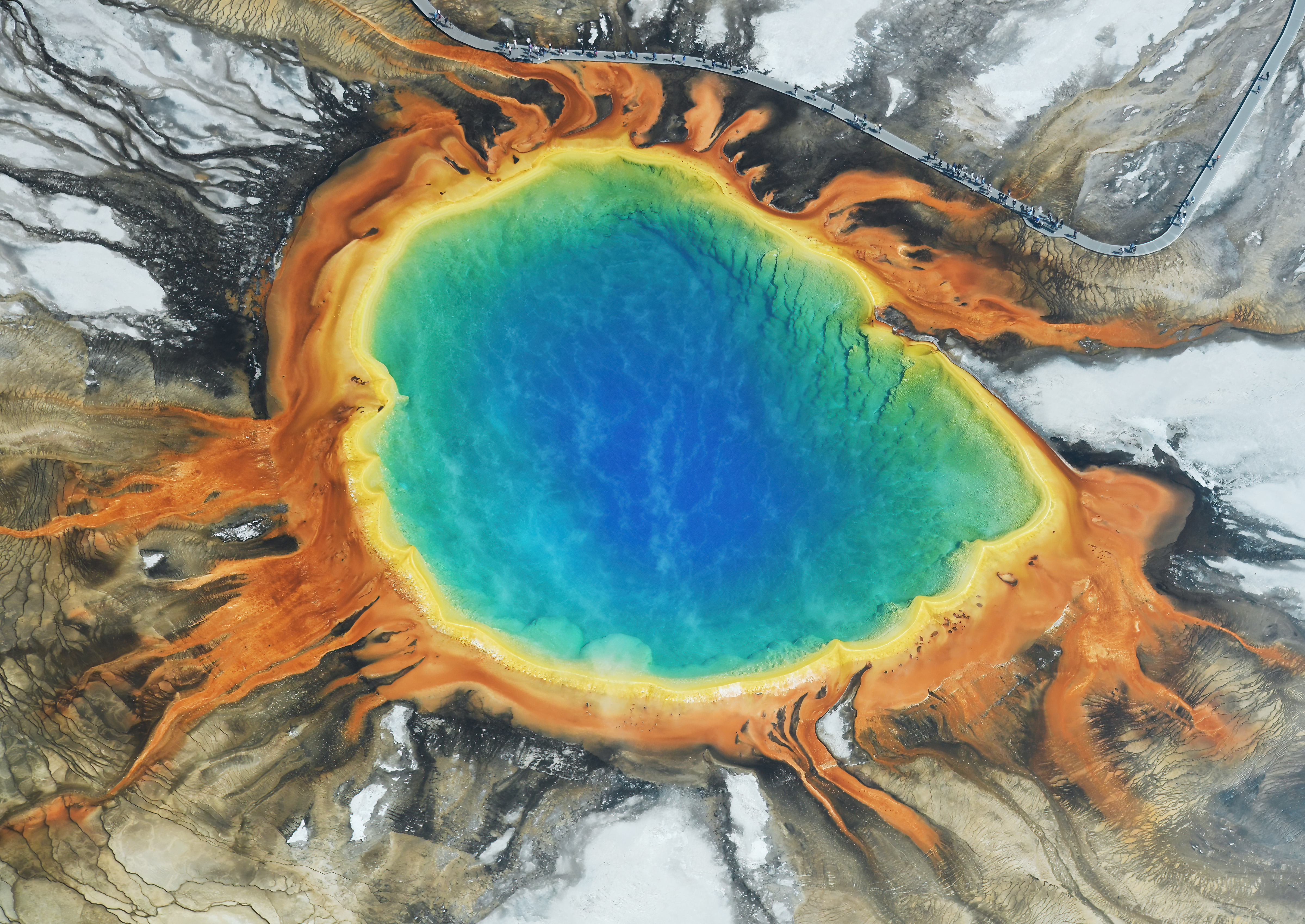
Extremófilos del tipo termófilo producen algunos de los vistosos colores de la fuente termal Grand Prismatic Spring, en el Yellowstone National Park.

Un extremófilo (de extremo y la palabra griega φιλíα=afecto, amor, es decir "amante de -condiciones- extremas") es un organismo (frecuentemente, un microorganismo) que vive en condiciones extremas, entendiéndose por tales aquellas que son muy diferentes a las que viven en la mayoría de las formas de vida en la Tierra.
Hasta hace poco tiempo, se pensaba que en los lugares donde crecen los extremófilos era imposible que hubiera vida. Por ejemplo, en las aguas enormemente ácidas del río Tinto; pero las hay; muchas pertenecen al dominio Archaea. Y también hay cientos de miles de virus desconocidos y por catalogar. 
Las enzimas que poseen los organismos extremófilos (apodadas extremoenzimas), son funcionales cuando otras no lo son.

## Características

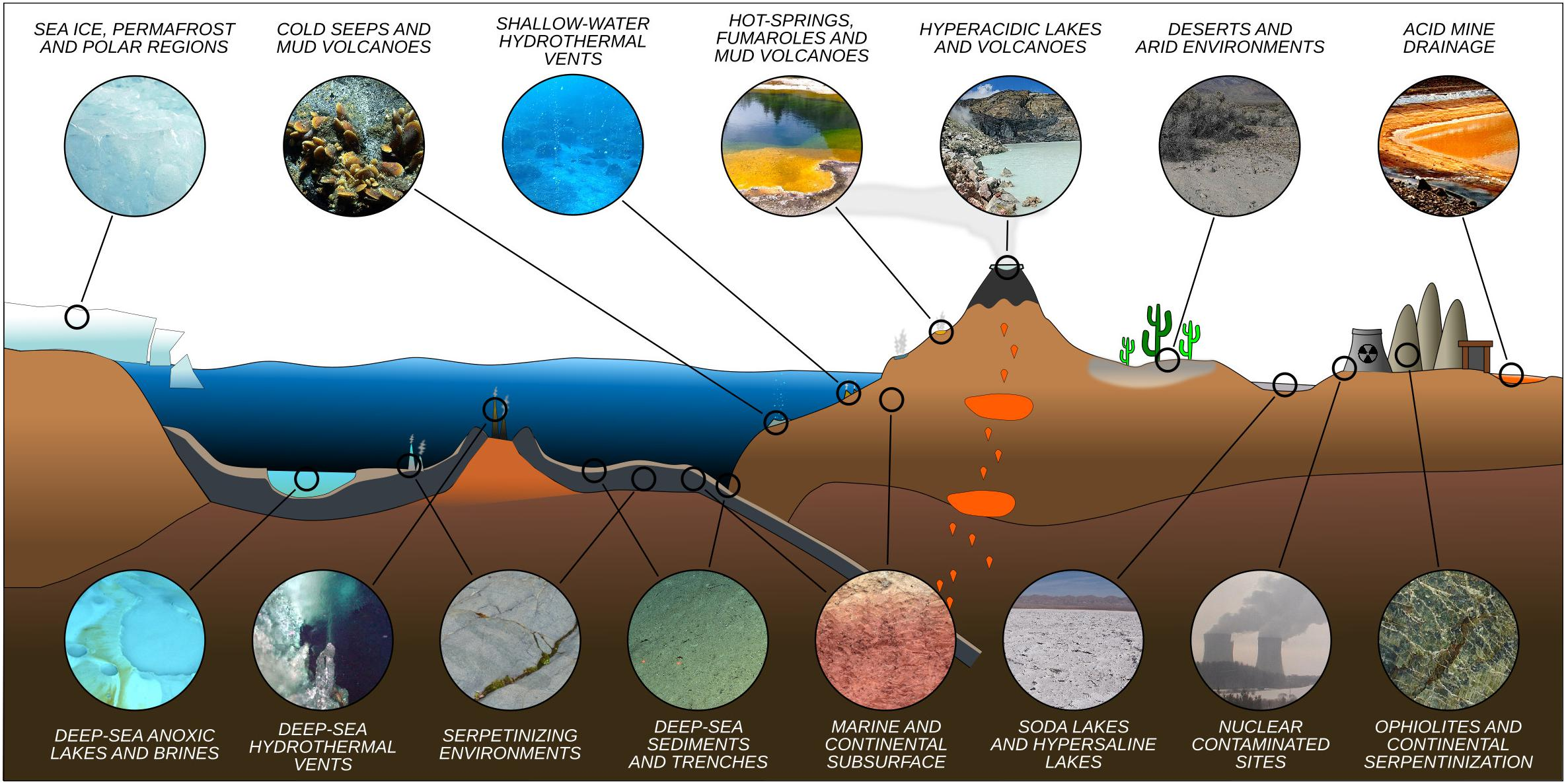
Diversidad de ambientes extremos en la Tierra

En las décadas de 1980 y 1990, los biólogos descubrieron que la vida microbiana tiene una gran flexibilidad para sobrevivir en entornos extremos -ácidos, extraordinariamente calientes o con una presión atmosférica irregular, por ejemplo- que serían completamente inhóspitos para organismos complejos. Algunos científicos llegaron incluso a la conclusión de que la vida podría haber comenzado en la Tierra en respiraderos hidrotermaless muy por debajo de la superficie del océano.
Según el astrofísico Steinn Sigurdsson, "se han encontrado esporas bacterianas viables de 40 millones de años de antigüedad en la Tierra, y sabemos que son muy resistentes a la radiación."Algunas bacterias se encontraron viviendo en el frío y la oscuridad en un lago enterrado a media milla de profundidad bajo el hielo en la Antártida,y en la Fosa de las Marianas, el lugar más profundo de los océanos de la Tierra. Expediciones del Programa Internacional de Descubrimientos Oceánicos hallaron microorganismos en sedimentos de 120 grados Celsius (248 °F) que se encuentran a 1,2 kilómetros (0,7 mi) por debajo del lecho marino en la zona de subducción de la Fosa de Nankai.Se han hallado algunos microorganismos prosperando en el interior de rocas de hasta 580 m de profundidad bajo 2590 metros de océano frente a la costa del noroeste de Estados Unidos.Según uno de los investigadores, "se pueden encontrar microbios por todas partes: son extremadamente adaptables a las condiciones y sobreviven allí donde estén." Una clave de la adaptación de los extremófilos es su composición de aminoácidos, que afecta a su capacidad de plegamiento de proteínas en condiciones particulares.Estudiar entornos extremos en la Tierra puede ayudar a los investigadores a comprender los límites de la habitabilidad en otros mundos.
Tom Gheysens, de la Universidad de Gante (Bélgica), y algunos de sus colegas han presentado resultados de investigación que demuestran que las esporas de una especie de bacteria Bacillus sobrevivieron y seguían siendo viables tras ser calentadas a temperaturas de 420 grados Celsius (788 °F).

## Clasificación
Hay muchas clases de extremófilos que se extienden por todo el mundo, cada uno correspondiente a la forma en que su nicho ambiental difiere de las condiciones mesófilas. Estas clasificaciones no son exclusivas. Muchos extremófilos caen bajo múltiples categorías y se clasifican por ello como poliextremófilos. Por ejemplo, los organismos que viven dentro de rocas calientes bajo la superficie de la Tierra son termófilos y barofílicos como Thermococcus barophilus. Un poliextremófilo que vive en la cumbre de una montaña en el desierto de Atacama podría ser un xerófilo radiorresistente, un psicrófilo y un oligótrofo. Los poliextremófilos son bien conocidos por su capacidad para tolerar niveles de pH altos y bajos.
- Anhidrobióticos o xerófilos: Viven en ausencia de agua o son capaces de resistir la desecación viviendo con muy poca. Este tipo es ejemplificado por los microbios del suelo del desierto de Atacama. Ejemplos: Selaginella lepidophylla y la Anastatica hierochuntica, más conocida como Rosa de Jericó.
- Acidófilo: Se desarrollan en ambientes de alta acidez, (pH óptimo de crecimiento próximo a 3) como Picrophilus o Ferroplasma acidarmanus, los organismos de la cuenca del río Tinto, en Huelva, o la arquea que habita en una mina californiana llamada Iron Mountain: las ARMAN (del inglés Archaeal Richmond Mine Acidophilic Nanoorganisms, "Nanoorganismo Acidofílico Arqueal de la Mina Richmond"). Algunas arqueobacterias como Picrophilus oshimae y Picrophilus torridus pueden vivir a un pH menor a 1. Tan bajo como -0,06, incluso su pH óptimo para crecer es 0,7. Cyanidyum caldariuym es capaz de vivir en pH cercano a cero manteniendo el interior de la célula en un nivel casi neutro. También Acontium cylatium, Cephalosporium sp y Trichosporon cerebriae (eucariotas del reino fungi)
- Alcalófilo: Se desarrollan en ambientes muy alcalinos (básicos) (pH óptimo de crecimiento próximo a 9 o más). Por ejemplo, bacterias aeróbicas no marinas, muchas especies de Bacillus Spirulina (cianobacterias) arqueas.
- Barófilo o Piezófilo: Se desarrollan en ambientes con presión muy alta líquida o gaseosa (lechos oceánicos profundos de hasta once mil metros de profundidad: fosa de las Marianas como Thermaerobacter). Shewanella y Moritella se han encontrado a una profundidad de casi 11 000 metros bajo el nivel del mar, lo que significa que resisten un peso de millones de toneladas.
- Halófilo: Se desarrollan en ambientes hipersalinos, como las del género Halobacterium, que viven en entornos como el mar Muerto, por caso la Haloarcula marismortui, la Haloferax volcanii o la Haloquadratum walsbyi, que es una bacteria cuadrada.[16] Y la  Salinibacter ruber, descubierta en España en un estanque empleado para la producción de sal.[17]
- Criptoendolitos: Organismo de suelos profundos. Viven a muchos metros bajo el suelo, incluso en medio de rocas; el Bacillus infernus fue aislado a 2700 metros bajo la superficie del suelo; Desulforudis audaxviator fue encontrado entre 1500 y 2800 metros de profundidad, en el suelo de una mina de oro (Cuenca de Witwatersand, Sudáfrica) donde soporta una temperatura de 60 °C y un pH de 9,33.
- Litoautótrofos: pueden obtener energía por reducción de compuestos minerales como la pirita, por ejemplo.
- Metalotolerantes: Organismos que sufren altas concentraciones de metal en su entorno (cobre, cadmio, arsénico, zinc). Por ejemplo, Ferroplasma y Cupriavidus metallidurans,[18] o el GFAJ-1, que tolera el arsénico. Ciertas bacterias quimiolitotrofas del lecho del río Tinto en Huelva soportan bien el hierro y son capaces de sobrevivir además bajo las condiciones del regolito marciano.
- Oligotrofos: que pueden crecer en ambientes con nutrientes limitados.
- Osmófilos: que pueden crecer en ambientes con alta concentración de azúcares.
- Psicrófilos o Psicrotolerantes: Se desarrollan en ambientes de temperatura muy baja, (fosas abisales, glaciares) como la Polaromonas vacuolata. Otras son la Shewanella frigidimarina, la Psychrobacter frigidicola y la Psychromonas ingrahamii, que crece a temperaturas de -12 o -20 °C y vive por debajo del punto de congelación del agua, aislada en el océano Ártico. Entre las bacterias gram negativas están la Moraxella, Psychrobacter, Polaribacter, Moritella, Vibrio y Pseudomonas. Entre las bacterias gram positivas Arthrobacter, Bacillus y Micrococcus. Entre las Arqueas Methanogenium, Methanococcoides y Halorubrum. Entre los hongos y levaduras, Penicillium, Cladosporium, Candida y Cryptococcus.
- Radiófilo: Soportan gran cantidad de radiación, como la bacteria Deinococcus radiodurans, Thermococcus gammatolerans o unos microbios recogidos en los acantilados de Devon, Inglaterra, que consiguieron sobrevivir casi 600 días expuestos a los rayos cósmicos y sin oxígeno.
- Termófilo: Se desarrollan en ambientes a temperaturas superiores a 45 °C, algunos de ellos, los hipertermófilos, tienen su temperatura óptima de crecimiento por encima de los 80 °C., como Pyrococcus furiosus o Pyrolobus fumarii, aislado este último de chimeneas hidrotermales submarinas y que se multiplica en torno a los 105 °C. Las bacterias Thermus aquaticus crecen a más de 70 °C y las Sulfolobus acidocaldarius crecen a partir de 85 °C.[19] El ejemplo más curioso se dio en una lluvia roja en Kerala (India), en la que Godfrey Louis aisló unas células inertes a temperatura normal, sin ADN, que son capaces de reproducirse a 121 °C y se creían de presunto origen extraterrestre,[20][21] descubriéndose en 2015 que eran las esporas de un alga[22]
- Poliextremófilos: (del griego poli -mucho- y filo -amante- de lo extremo) es un organismo resistente a muchos medios hostiles y perteneciente a varias de las categorías reseñadas: Deinococcus radiodurans, Kineococcus radiotolerans, Thermococcus gammatolerans o Sulfolobus acidocaldarius
- Los tardígrados también se consideran poliextremófilos, ya que son capaces de sobrevivir en diversos ambientes hostiles (a altas temperaturas más de 100 °C, a muy bajas temperaturas hasta -200 °C, presiones atmosféricas elevadas hasta 6000 atm, sin agua durante décadas e incluso resiste la radiación ionizante del espacio exterior) realizando la criptobiosis, con la que reducen considerablemente su metabolismo para adaptarse a dichas condiciones extremas.

Algunas bacterias pertenecen a varios de estos grupos. La mayor parte de los extremófilos son microorganismos, hay archaeas (arqueobacterias), procariotas (bacterias) y eucariotas. Su pequeño tamaño y el hecho de que su metabolismo es muy adaptable ha permitido que colonicen ambientes que son mortales para seres pluricelulares. Aunque hay que señalar que también hay organismos pluricelulares, sobre todo entre los barófilos. Es especialmente destacable el caso de los tardígrados, micrometazoos capaces de sobrevivir en diversas condiciones de criptobiosis (anoxi, anhidro y osmobiosis). 
Un hecho curioso es que estudiando los extremófilos de Yellowstone (fuentes termales: termófilos) el Dr. Brock de la Universidad de Madison (Estados Unidos) encontró la bacteria Thermus aquaticus. Por ser resistente al calor, permitió desarrollar la técnica de Reacción en Cadena de la Polimerasa (PCR) que ha sido fundamental para el desarrollo de la ingeniería genética.
También hay que destacar que se han descubierto varias especies del filo de animales marinos Loricifera los cuales son capaces de vivir permanentemente sin oxígeno (son anaerobios) ya que no contienen mitocondrias, sino otro tipo de orgánulos.
Recientemente se ha descubierto en el lago Mono, California, un nuevo organismo que sustituye el fósforo para funcionar con arsénico, el GFAJ-1.
El estudio de los microorganismos extremófilos es importante también para disciplinas como la Exobiología. Un estudio de 2011 sugirió que algunos organismos extremófilos terrestres, como el Deinococcus radiodurans podrían ser capaces de sobrevivir en el espacio exterior.
También son materia de estudio para la Ecología, pues estas formas de vida pueden degradar materias tóxicas, dañinas o perjudiciales para el entorno natural y el ser humano y la Medicina mira con interés sus complejos mecanismos de autorreparación del ADN destruido.